# باج‌گیری (فیلم ۱۹۳۹)
«باج‌گیری» (انگلیسی: Blackmail (1939 film)) فیلمی در ژانر درام و جنایی به کارگردانی اچ. سی. پاتر است که در سال ۱۹۳۹ منتشر شد.

## بازیگران
- ادوارد جی. رابینسون
- روت هاسی
- جین لوکارت
- چارلز میدلتون
- استر داله
- هری تنبروک
- لئو وایت
- جیمز سی. مورتون
- بابز واتسون